# Штайнмец, Лазарь Майрович
Лазарь Майрович Штайнмец (6 мая 1920 г., Черновцы, Королевство Румыния — 19 сентября 2013 г., Бостон) — переводчик и немецкоязычный писатель родом из Буковины, работавший в Москве.

## Биография
Родился в 1920 году в Черновцах, тогда в составе Румынии. В 1938 г. окончил среднюю школу и поступил на факультет иностранных языков Черновицкого университета. В 1940 г., когда Буковина вошла в состав СССР, перешёл на заочное отделение и одновременно занимался на химическом факультете того же университета. В 1941 г. окончил 1 курс и сдал экзамены за 4 курс факультета иностранных языков (немецкое отделение).
Эвакуировался на восток Советского Союза в 1941 году. Работал учителем в Сталинграде. С декабря 1941 г. по июль 1942 г. принимал участие в боях. В июле 1942 г. был откомандирован в распоряжение Новосибирского областного военкомата, а затем с октября 1942 г. работал учителем немецкого языка в Мысковской средней школе Кемеровской области. В 1944 г. — 1945 г. окончил факультет иностранных языков Томского пединститута.
Затем работал в Москве в издательстве «Прогресс» переводчиком современных русскоязычных текстов. Стал известен, в частности, переводами серии детских книг А. М. Волкова, «Волшебник Изумрудного города», которые были изданы многочисленными тиражами и приобрели популярность в Восточной Германии, где они до сих пор более известны, чем оригинальная серия Ф. Баума про Волшебника Страны Оз. При этом Штейнмецу удалось сохранить «повествовательный тон Волкова, который сегодня звучит несколько старомодно». Книги распространялись в ГДР и других немецкоязычных странах. В выпусках, опубликованных Leipziger Kinderbüchverlag после 1990 года, имя Штейнмеца неверно указано как Леонид. С 2005 года книги публиковались в изменённом и сокращённом вариантах.
В 2000 году Leipziger Kinderbuchverlag выпустила детскую книгу Штайнмеца, основанную на рассказах Волкова.
С 1985 г. Штайнмец жил в Бостоне. Похоронен на еврейском кладбище «Независимая гордость Бостона».

## Семья
Штайнмец был женат на Тамаре Панкратовой, которая рано умерла от порока сердца. Дети — русско-американская писательница Ирина Муравьева (* 1952) и американский художник Леон Штейнмец.

## Избранные произведения

### Автор
- Die abenteuerliche Geschichte vom bösen Magier Astrozor und dem tapferen Löwen Löwenbrüll. Leipziger Kinderbuchverlag, Leipzig 2000, ISBN 978-3-89603-060-3.

### Как переводчик с русского
- Alexander Wolkow: Der Zauberer der Smaragdenstadt. Verlag für fremdsprachige Literatur, Moskau 1964 (zugleich Brücken-Verlag Düsseldorf, 1964; 6. Auflage auch Verlag der Bücher, Bayreuth 1982).
- Alexander Wolkow: Der schlaue Urfin und seine Holzsoldaten. Progress-Verlag, Moskau 1967 (5. Auflage auch Bücher-GmbH, Bayreuth 1982).
- Alexander Wolkow: Die sieben unterirdischen Könige. Progress-Verlag, Moskau 1970 (4. Auflage auch Bücher-GmbH, Bayreuth 1982, und Globus-Verlag, Wien 1982).
- Alexander Wolkow: Der Feuergott der Marranen. Progress-Verlag, Moskau 1974 (auch Gondrom-Verlag, Bayreuth 1978).
- Alexander Wolkow: Der gelbe Nebel. Progress-Verlag, Moskau 1979 (auch Verlag der Bücher, Bayreuth 1979).
- Alexander Wolkow: Das Geheimnis des verlassenen Schlosses. In: Sowjetliteratur, Hefte 8/1983, 3/1984, 7/1984 und 9/1984.